# GOSAT 2
GOSAT 2 (Ibuki 2, Greenhouse Gases Observing Satellite 2) ist ein Erdbeobachtungssatellit der japanischen JAXA. Das Gerät soll Daten über die regionale Verteilung von Treibhausgasen wie Kohlendioxid und Methan liefern. Daneben soll er der Analyse von Wald- und Minenbränden, dem Aufspüren starker Kohlenmonoxid und Kohlendioxid-Punktquellen wie Industriezentren und der Beobachtung von Meeresströmungen dienen. Der Satellit ist ein Gemeinschaftsprojekt der JAXA, des japanischen Umweltministeriums und des nationalen Instituts für Umweltstudien sowie von Mitsubishi Electric als Hersteller. Nach dem Start wurde der Satellit in Ibuki 2 umbenannt. Er ist der Nachfolger des bereits seit 2009 im Weltall operierenden Satelliten GOSAT.
Der Satellit wurde am 29. Oktober 2018 um 04:08 UTC mit einer H-2A Trägerrakete vom Tanegashima Space Center in eine sonnensynchrone Umlaufbahn gebracht. Zusammen mit dem Satelliten wurde noch die Satelliten KhalifaSat (Erdbeobachtungssatellit der Vereinigten Arabischen Emirate), Diwata-2b (philippinischer Erdbeobachtungssatellit), PROITERES-2 (Technologieerprobungssatellit), AUTcube-2 (Satellit für Technologieerprobung, Forschung und Erdbeobachtung), Stars-AO (Astronomiesatellit), Ten-Koh (Materialforschungssatellit) ins All gebracht.
Der dreiachsenstabilisierte Satellit ist mit zwei Instrumenten (TANSO-FTS-2 und TANSO-CAI-2) ausgerüstet. Die Sensorik nimmt er alle drei Tage den gleichen Bereich der Erde auf. Der Satellit besitzt eine geplante Lebensdauer von 5 Jahren.

## Technik
TANSO-FTS-2 (Thermal and Near-infrared Sensor for Carbon Observation-Fourier Transform Spectrometer-2) ist ein 5-Band Interferometer (drei Bänder im nahen Infrarot und zwei im thermischen Infrarot), das gleichzeitig die Polarisation in verschiedenen Ebenen bestimmen kann und von der Harris Corporation auf Basis ihrer Cross-track Infrared Sounder (CrIS) Technologie gebaut. Es soll die Verteilung von Treibhausgasen bestimmen. Band 1 (0,755 – 0,772 µm) dient der Bestimmung des Sauerstoffgehaltes, Band 2 (1,563 – 1,695 µm) der Bestimmung von Kohlendioxid und Methan, Band 3 (1,923 – 2,381) der Bestimmung von Kohlendioxid, der Luftfeuchtigkeit und Kohlenmonoxid, Band 4 (5,56 – 8,45) von Methan und Luftfeuchtigkeit und Band 5 (8,45 – 14,29 µm) der Ermittlung von Kohlendioxid und des Temperaturprofils der Atmosphäre. Der Sensor ist in der Lage Kohlendioxidkonzentrationen bis zu 0,5 ppm und Methankonzentrationen bis zu 5 ppm nachzuweisen. Mit Hilfe von Kameras wird der Sensor jeweils so ausgerichtet, dass jeweils wolkenfreie Bereiche untersucht werden.
TANSO-CAI-2 (Thermal And Near infrared Sensor for carbon Observations - Cloud and Aerosol Imager - 2) besteht aus einem Mehrkanal-Radiometern (0,3 bis 1,7 µm) mit einer Auflösung von bis zu 500 m und einer Schwadbreite von 1000 km, der Aerosole und Wolken visuell zu beobachten. Das Instrument nimmt gleichzeitig einen Streifen 20° vor und hinter der Flugrichtung des Satelliten auf.